# Perictione
Perictione, Perittione o Periktione (in greco antico: Περικτιόνη?) (Atene, V secolo a.C. – V secolo a.C.), è stata una nobildonna greca antica vissuta nel V secolo a.C., madre del filosofo Platone.

## Biografia
Era discendente di Solone, il legislatore ateniese. Sposò Aristone ed ebbe tre figli — Glaucone, Adimanto  e Platone — e una figlia, Potone. Rimasta vedova si risposò con Pyrilampes, statista ateniese nonché suo zio. Da lui ebbe il quinto figlio, Antiphos, che compare nel Parmenide di Platone.
Di lei scrisse Diogene Laerzio: «Platone era figlio di Aristone e Perictione [...], che faceva risalire la sua ascendenza a Solone. Dropide era fratello di Solone ed era padre di Crizia, del quale era figlio Callescro. Di Callescro furono figli Crizia, che fu uno dei Trenta tiranni e Glaucone. Glaucone fu padre di  Carmide e Perictione. Da Perictione e da Aristone nacque Platone.»
Sono giunti a noi alcuni frammenti di due opere spurie di Perictione intitolate Sull'armonia delle donne e Sulla saggezza. Le opere non datano dello stesso periodo, e sono normalmente attribuite ad una Perictione I e ad una Perictione II. Entrambe le opere appartengono alla cosiddetta letteratura della scuola pitagorica. Sull'armonia delle donne tratta dei doveri della donna nei confronti del marito, del matrimonio e dei suoi genitori, è scritta in greco ionico e probabilmente data dal IV o dal III secolo a.C. Sulla saggezza offre una definizione filosofica della saggezza, è scritta in greco dorico e probabilmente data dal III al II secolo a.C.